# العلاقات الإسرائيلية العمانية
العلاقات الإسرائيلية العمانية هي العلاقات الثنائية بين إسرائيل وعمان. تماشيًا مع موقف جامعة الدول العربية من إسرائيل، فإن سلطنة عمان لا تعترف رسميًا بدولة إسرائيل، وشاركت في مُقاطعة إسرائيل. في عام 1994، أقامت الدولتان علاقات تجارية غير رسمية، والتي توقفت في عام 2000. في عام 2018، قاد رئيس الوزراء الإسرائيلي بنيامين نتنياهو وفدًا إلى سلطنة عمان، والتقى بالسطان قابوس بن سعيد، وغيره من كبار المسئولين العمانيين. في عام 2020، بعد وفاة السلطان قابوس، صرّح نتنياهو أن السلطان كان رجلًا عظيمًا.
في فبراير 2019، قال وزير الخارجية العماني يوسف بن علوي أن عمان لن تطبع علاقاتها مع إسرائيل حتى يتم إنشاء دولة فلسطينية ذات سيادة.

## تاريخ

### خلفية
على عكس معظم الدول الأخرى في المنطقة، لم تشارك عمان في أيّ من النزاعات المسلحة التي حدثت بين العرب وبين إسرائيل.

### إقامة العلاقات (1994–2000)
في عام 1994 زار إسحاق رابين رئيس الوزراء الإسرائيلي حينئذٍ سلطنة عمان، واستقبله السلطان قابوس بن سعيد في مسقط، ومن ضمن الأشياء التي ناقشوها تقاسم المياه، وكيفية تحسين إمدادات المياه، وفي عام 1995 بعد أيام من اغتيال إسحاق رابين، استقبل شيمون بيريز رئيس الوزراء الإسرائيلي بالإنابة وزير الخارجية العماني يوسف بن علوي في القدس.
في يناير عام 1996، وقعت إسرائيل وسلطنة عمان اتفاقية لفتح مكتب تمثيل تجاري متبادل بين الطرفين.

### تجميد العلاقات (2000–2018)
تم تجميد العلاقات الرسمية بعد اندلاع الانتفاضة الثانية في أكتوبر عام 2000. ومع ذلك قام وزير الشئون الخارجية العماني يوسف بن علوي بمقابلة وزيرة الخارجية الإسرائيلية تسيبي ليفني أثناء زيارتها لقطر عام 2008.

### زيارة بنيامين نتنياهو (2018)
في أكتوبر عام 2018 قام رئيس الوزراء الإسرائيلي بنيامين نتنياهو بمقابلة سلطان عمان قابوس بن سعيد في مسقط، وقد أُفصح عن هذه الزيارة بعد عودة نتنياهو لإسرائيل. بعد الزيارة مُباشرةً وصف وزير الخارجية العماني يوسف بن علوي إسرائيلَ بأنها "دولة شرق أوسطية مقبولة، وأضاف أيضًا قائلًا: "إن العالم أيضًا على دراية بهذه الحقيقة، وربما إنه قد حان الوقت لإسرائيل بأن تُعاملَ نفس [معاملة البلاد الأخرى]، وتتحمل أيضًا نفس الالتزامات". في أبريل 2019 قال يوسف بن علوي: "يجب على العرب أن يقوموا بمبادرات لجعل إسرائيل تتغلب على 'مخاوفها على مستقبلها' في المنطقة".

### الإعلان عن صفقة القرن (2020)
في يوم 28 يناير 2020، قام الرئيس الأمريكي دونالد ترامب في وجود رئيس الوزراء الإسرائيلي بنيامين نتنياهو بالإعلان عن بعض تفاصيل صفقة القرن، وذلك بحضور بعض السفراء العرب، وهم سفراء عمان والبحرين والإمارات، حيث حضرت حنينة بنت سلطان المغيرية سفيرة عمان في واشنطن، وقد شكرهم الرئيس ترامب قائلا: «أشكر نتنياهو بشكل خاص، وعمان والبحرين والإمارات لمساعدتنا وإرسال سفرائهم للحضور اليوم»، وقال نتنياهو: «يا لها من سعادة أن نرى سفراء عمان والإمارات والبحرين معنا هنا».